# Natação no Campeonato Mundial de Esportes Aquáticos de 2013
Os eventos da natação no Campeonato Mundial de Esportes Aquáticos de 2013 ocorreram entre 28 de julho e 4 de agosto de 2013 no Palau Sant Jordi em Barcelona, Espanha. 

## Calendário
| Julho   | 19 | 20 | 21 | 22 | 23 | 24 | 25 | 26 | 27 | 28 | 29 | 30 | 31 | 01 | 02 | 03 | 04 | T  |
| ------- | -- | -- | -- | -- | -- | -- | -- | -- | -- | -- | -- | -- | -- | -- | -- | -- | -- | -- |
| Natação |    |    |    |    |    |    |    |    |    | 4  | 4  | 5  | 4  | 5  | 5  | 5  | 8  | 40 |

## Critérios de qualificação
Se uma nação classificar um competidor por evento,tem-se que cumprir a norma B do regulamento classificatório, mas, caso se classifique dois competidores por país em um mesmo evento, ambos têm de cumprir a norma A do regulamento. Cada país membro pode inscrever uma equipe de revezamento em cada evento, normas de qualificação devem foram cumpridos entre 1 de Julho de 2012, e 1 de Julho de 2013.
| Masculino                 | Masculino                 | Evento                  | Feminino                  | Feminino                  |
| Regulamento A (2 entrada) | Regulamento B (1 entrada) | Evento                  | Regulamento A (2 entrada) | Regulamento B (1 entrada) |
| 22.33                     | 23.11                     | 50 m livre              | 25.34                     | 26.29                     |
| 48.93                     | 50.64                     | 100 m livre             | 54.86                     | 56.78                     |
| 1:48.42                   | 1:52.21                   | 200 m livre             | 1:58.74                   | 2:02.90                   |
| 3:49.55                   | 3:57.58                   | 400 m livre             | 4:09.81                   | 4:18.55                   |
| 7:59.06                   | 8:15.83                   | 800 m livre             | 8:34.33                   | 8:52.33                   |
| 15:14.38                  | 15:46.38                  | 1500 m livre            | 16:26.36                  | 17:00.88                  |
|                           |                           |                         |                           |                           |
| 25.43                     | 26.32                     | 50 m costas             | 28.84                     | 29.85                     |
| 54.43                     | 56.34                     | 100 m costas            | 1:01.39                   | 1:03.54                   |
| 1:58.48                   | 2:02.63                   | 200 m costas            | 2:11.09                   | 2:15.68                   |
|                           |                           |                         |                           |                           |
| 28.00                     | 28.98                     | 50 m peito              | 32.00                     | 33.12                     |
| 1:00.86                   | 1:02.99                   | 100 m peito             | 1:08.63                   | 1:11.03                   |
| 2:12.78                   | 2:17.43                   | 200 m peito             | 2:27.88                   | 2:33.06                   |
|                           |                           |                         |                           |                           |
| 23.96                     | 24.80                     | 50 m borboleta          | 26.83                     | 27.77                     |
| 52.57                     | 54.41                     | 100 m borboleta         | 58.89                     | 1:00.95                   |
| 1:57.03                   | 2:01.13                   | 200 m borboleta         | 2:09.38                   | 2:13.91                   |
|                           |                           |                         |                           |                           |
| 1:59.99                   | 2:04.19                   | 200 m medley individual | 2:14.97                   | 2:19.69                   |
| 4:18.99                   | 4:28.05                   | 400 m medley individual | 4:44.53                   | 4:54.49                   |

Formato da competição:
- eventos de 200 metros ou menos: preliminares-semifinais-finais (16 melhores avançaram para semifinais; 8 melhores nas semifinais avançam para a final).
- eventos de 400 metros e mais: preliminares / final (8 melhores colocados de preliminares avançam para a final).

## Eventos
| Data                | Hora  | Evento                                  |
| ------------------- | ----- | --------------------------------------- |
| 28 de julho de 2013 | 10:00 | 100 m borboleta feminino eliminatórias  |
| 28 de julho de 2013 | 10:00 | 400 m livre masculino eliminatórias     |
| 28 de julho de 2013 | 10:00 | 200 m medley feminino eliminatórias     |
| 28 de julho de 2013 | 10:00 | 50 m borboleta masculino eliminatórias  |
| 28 de julho de 2013 | 10:00 | 400 m livre feminino eliminatórias      |
| 28 de julho de 2013 | 10:00 | 100 m peito masculino eliminatórias     |
| 28 de julho de 2013 | 10:00 | 4 × 100 m livre feminino eliminatórias  |
| 28 de julho de 2013 | 10:00 | 4 × 100 m livre masculino eliminatórias |
| 28 de julho de 2013 | 18:00 | 100 m borboleta feminino semifinal      |
| 28 de julho de 2013 | 18:00 | 400 m livre masculino final             |
| 28 de julho de 2013 | 18:00 | 200 m medley feminino semifinal         |
| 28 de julho de 2013 | 18:00 | 50 m borboleta masculino semifinal      |
| 28 de julho de 2013 | 18:00 | 400 m livre feminino final              |
| 28 de julho de 2013 | 18:00 | 100 m peito masculino semifinal         |
| 28 de julho de 2013 | 18:00 | 4 × 100 m livre feminino final          |
| 28 de julho de 2013 | 18:00 | 4 × 100 m livre masculino final         |
| 29 de julho de 2013 | 10:00 | 100 m costas feminino eliminatórias     |
| 29 de julho de 2013 | 10:00 | 100 m costas masculino eliminatórias    |
| 29 de julho de 2013 | 10:00 | 100 m peito feminino eliminatórias      |
| 29 de julho de 2013 | 10:00 | 200 m livre masculino eliminatórias     |
| 29 de julho de 2013 | 10:00 | 1500 m livre feminino eliminatórias     |
| 29 de julho de 2013 | 18:00 | 100 m peito masculino final             |
| 29 de julho de 2013 | 18:00 | 100 m borboleta feminino final          |
| 29 de julho de 2013 | 18:00 | 100 m costas masculino semifinal        |
| 29 de julho de 2013 | 18:00 | 100 m peito feminino semifinal          |
| 29 de julho de 2013 | 18:00 | 50 m borboleta masculino final          |
| 29 de julho de 2013 | 18:00 | 100 m costas feminino semifinal         |
| 29 de julho de 2013 | 18:00 | 200 m livre masculino semifinal         |
| 29 de julho de 2013 | 18:00 | 200 m medley feminino final             |
| 30 de julho de 2013 | 10:00 | 50 m peito masculino eliminatórias      |
| 30 de julho de 2013 | 10:00 | 200 m livre feminino eliminatórias      |
| 30 de julho de 2013 | 10:00 | 200 m borboleta masculino eliminatórias |
| 30 de julho de 2013 | 10:00 | 800 m livre masculino eliminatórias     |
| 30 de julho de 2013 | 18:00 | 200 m livre masculino final             |
| 30 de julho de 2013 | 18:00 | 100 m costas feminino final             |
| 30 de julho de 2013 | 18:00 | 50 m peito masculino semifinal          |
| 30 de julho de 2013 | 18:00 | 1500 m livre feminino final             |
| 30 de julho de 2013 | 18:00 | 100 m costas masculino final            |
| 30 de julho de 2013 | 18:00 | 200 m livre feminino semifinal          |
| 30 de julho de 2013 | 18:00 | 200 m borboleta masculino semifinal     |
| 30 de julho de 2013 | 18:00 | 100 m peito feminino final              |
| 31 de julho de 2013 | 10:00 | 50 m costas feminino eliminatórias      |
| 31 de julho de 2013 | 10:00 | 100 m livre masculino eliminatórias     |
| 31 de julho de 2013 | 10:00 | 200 m borboleta feminino eliminatórias  |
| 31 de julho de 2013 | 10:00 | 200 m medley feminino eliminatórias     |
| 31 de julho de 2013 | 18:00 | 100 m livre masculino semifinal         |
| 31 de julho de 2013 | 18:00 | 50 m costas feminino semifinal          |
| 31 de julho de 2013 | 18:00 | 200 m borboleta masculino final         |
| 31 de julho de 2013 | 18:00 | 200 m livre feminino final              |
| 31 de julho de 2013 | 18:00 | 50 m peito masculino final              |
| 31 de julho de 2013 | 18:00 | 200 m borboleta feminino semifinal      |
| 31 de julho de 2013 | 18:00 | 200 m medley masculino semifinal        |
| 31 de julho de 2013 | 18:00 | 800 m livre masculino final             |

| Data                | Hora  | Evento                                   |
| ------------------- | ----- | ---------------------------------------- |
| 1 de agosto de 2013 | 10:00 | 100 m livre feminino eliminatórias       |
| 1 de agosto de 2013 | 10:00 | 200 m costas masculino eliminatórias     |
| 1 de agosto de 2013 | 10:00 | 200 m peito feminino eliminatórias       |
| 1 de agosto de 2013 | 10:00 | 200 m peito masculino eliminatórias      |
| 1 de agosto de 2013 | 10:00 | 4 × 200 m livre feminino eliminatórias   |
| 1 de agosto de 2013 | 18:00 | 100 m livre feminino semifinal           |
| 1 de agosto de 2013 | 18:00 | 200 m medley masculino final             |
| 1 de agosto de 2013 | 18:00 | 200 m peito feminino semifinal           |
| 1 de agosto de 2013 | 18:00 | 100 m livre masculino final              |
| 1 de agosto de 2013 | 18:00 | 200 m borboleta feminino final           |
| 1 de agosto de 2013 | 18:00 | 200 m peito masculino semifinal          |
| 1 de agosto de 2013 | 18:00 | 50 m costas feminino final               |
| 1 de agosto de 2013 | 18:00 | 200 m peito masculino semifinal          |
| 1 de agosto de 2013 | 18:00 | 4 × 200 m livre feminino final           |
| 2 de agosto de 2013 | 10:00 | 50 m livre masculino eliminatórias       |
| 2 de agosto de 2013 | 10:00 | 50 m borboleta feminino eliminatórias    |
| 2 de agosto de 2013 | 10:00 | 100 m borboleta masculino eliminatórias  |
| 2 de agosto de 2013 | 10:00 | 200 m costas feminino eliminatórias      |
| 2 de agosto de 2013 | 10:00 | 4 × 200 m livre masculino eliminatórias  |
| 2 de agosto de 2013 | 10:00 | 800 m livre feminino eliminatórias       |
| 2 de agosto de 2013 | 18:00 | 100 m livre feminino final               |
| 2 de agosto de 2013 | 18:00 | 200 m costas masculino final             |
| 2 de agosto de 2013 | 18:00 | 200 m costas feminino semifinal          |
| 2 de agosto de 2013 | 18:00 | 50 m livre masculino semifinal           |
| 2 de agosto de 2013 | 18:00 | 200 m peito feminino final               |
| 2 de agosto de 2013 | 18:00 | 100 m borboleta masculino semifinal      |
| 2 de agosto de 2013 | 18:00 | 50 m borboleta feminino semifinal        |
| 2 de agosto de 2013 | 18:00 | 200 m peito masculino final              |
| 2 de agosto de 2013 | 18:00 | 4 × 200 m livre masculino final          |
| 3 de agosto de 2013 | 10:00 | 50 m livre feminino eliminatórias        |
| 3 de agosto de 2013 | 10:00 | 50 m costas masculino eliminatórias      |
| 3 de agosto de 2013 | 10:00 | 50 m peito feminino eliminatórias        |
| 3 de agosto de 2013 | 10:00 | 1500 m livre masculino eliminatórias     |
| 3 de agosto de 2013 | 18:00 | 50 m borboleta feminino final            |
| 3 de agosto de 2013 | 18:00 | 50 m livre masculino final               |
| 3 de agosto de 2013 | 18:00 | 200 m costas feminino final              |
| 3 de agosto de 2013 | 18:00 | 50 m peito feminino semifinal            |
| 3 de agosto de 2013 | 18:00 | 100 m borboleta masculino final          |
| 3 de agosto de 2013 | 18:00 | 50 m livre feminino semifinal            |
| 3 de agosto de 2013 | 18:00 | 50 m costas masculino semifinal          |
| 3 de agosto de 2013 | 18:00 | 800 m livre feminino final               |
| 4 de agosto de 2013 | 10:00 | 400 m medley masculino eliminatórias     |
| 4 de agosto de 2013 | 10:00 | 400 m medley feminino eliminatórias      |
| 4 de agosto de 2013 | 10:00 | 4 × 100 m medley masculino eliminatórias |
| 4 de agosto de 2013 | 10:00 | 4 × 100 m medley feminino eliminatórias  |
| 4 de agosto de 2013 | 18:00 | 50 m costas masculino final              |
| 4 de agosto de 2013 | 18:00 | 50 m peito feminino final                |
| 4 de agosto de 2013 | 18:00 | 400 m medley masculino final             |
| 4 de agosto de 2013 | 18:00 | 50 m livre feminino final                |
| 4 de agosto de 2013 | 18:00 | 1500 m livre masculino final             |
| 4 de agosto de 2013 | 18:00 | 400 m medley feminino final              |
| 4 de agosto de 2013 | 18:00 | 4 × 100 m medley masculino final         |
| 4 de agosto de 2013 | 18:00 | 4 × 100 m medley feminino final          |

## Medalhistas
Masculino
| Evento                   | Ouro | Ouro     | Prata | Prata    | Bronze | Bronze   |
| 50 m livre detalhes      | BRA César Cielo                                                                                                 | 21.32    | RUS Vladimir Morozov                                                                                                 | 21.47    | TRI George Bovell                                                                                         | 21.51    |
| 100 m livre detalhes     | AUS James Magnussen                                                                                             | 47.71    | USA Jimmy Feigen | 47.82    | USA Nathan Adrian                                                                                         | 47.84    |
| 200 m livre detalhes     | FRA Yannick Agnel                                                                                               | 1:44.20  | USA Conor Dwyer | 1:45.32  | RUS Danila Izotov                                                                                         | 1:45.59  |
| 400 m livre detalhes     | CHN Sun Yang | 3:41.59  | JPN Kosuke Hagino | 3:44.82  | USA Connor Jaeger                                                                                         | 3:44.85  |
| 800 m livre detalhes     | CHN Sun Yang | 7:41.36  | USA Michael McBroom                                                                                                  | 7:43.60  | CAN Ryan Cochrane                                                                                         | 7:43.70  |
| 1500 m livre detalhes    | CHN Sun Yang | 14:41.15 | CAN Ryan Cochrane | 14:42.48 | ITA Gregorio Paltrinieri                                                                                  | 14:45.37 |
| 50 m costas detalhes     | FRA Camille Lacourt                                                                                             | 24.50    | USA Matt Grevers FRA Jérémy Stravius                                                                                 | 24.54    | nenhum |          |
| 100 m costas detalhes    | USA Matt Grevers                                                                                                | 52.93    | USA David Plummer | 53.12    | FRA Jérémy Stravius                                                                                       | 53.21    |
| 200 m costas detalhes    | USA Ryan Lochte                                                                                                 | 1:53.79  | POL Radosław Kawęcki                                                                                                 | 1:54.24  | USA Tyler Clary                                                                                           | 1:54.64  |
| 50 m peito detalhes      | RSA Cameron van der Burgh                                                                                       | 26.77    | AUS Christian Sprenger                                                                                               | 26.78    | RSA Giulio Zorzi                                                                                          | 27.04    |
| 100 m peito detalhes     | AUS Christian Sprenger                                                                                          | 58.79    | RSA Cameron van der Burgh                                                                                            | 58.97    | BRA Felipe Lima                                                                                           | 59.65    |
| 200 m peito detalhes     | HUN Dániel Gyurta                                                                                               | 2:07.23  | GER Marko Koch | 2:08.54  | FIN Matti Mattsson                                                                                        | 2:08.95  |
| 50 m borboleta detalhes  | BRA César Cielo                                                                                                 | 23.01    | USA Eugene Godsoe | 23.05    | FRA Frédérick Bousquet                                                                                    | 23.11    |
| 100 m borboleta detalhes | RSA Chad le Clos                                                                                                | 51.06    | HUN László Cseh | 51.45    | POL Konrad Czerniak                                                                                       | 51.46    |
| 200 m borboleta detalhes | RSA Chad le Clos                                                                                                | 1:54.32  | POL Paweł Korzeniowski                                                                                               | 1:55.01  | CHN Wu Peng                                                                                               | 1:55.09  |
| 200 m medley detalhes    | USA Ryan Lochte                                                                                                 | 1:54.98  | JPN Kosuke Hagino | 1:56.29  | BRA Thiago Pereira                                                                                        | 1:56.30  |
| 400 m medley detalhes    | JPN Daiya Seto                                                                                                  | 4:08.69  | USA Chase Kalisz | 4:09.22  | BRA Thiago Pereira                                                                                        | 4:09.48  |
| 4x100 m livre detalhes   | FRA França Yannick Agnel (48.76) Florent Manaudou (47.93) Fabien Gilot (46.90) Jérémy Stravius (47.59)          | 3:11.18  | USA Estados Unidos Nathan Adrian (47.95) Ryan Lochte (47.80) Anthony Ervin (47.44) Jimmy Feigen (48.23)              | 3:11.42  | RUS Rússia Andrey Grechin (48.09) Nikita Lobintsev (47.91) Vladimir Morozov (47.40) Danila Izotov (48.04) | 3:11.44  |
| 4x200 m livre detalhes   | USA Estados Unidos Conor Dwyer (1:45.76) Ryan Lochte (1:44.98) Charlie Houchin (1:45.59) Ricky Berens (1:45.39) | 7:01.72  | RUS Rússia Danila Izotov (1:45.14) Nikita Lobintsev (1:46.23) Artem Lobuzov (1:46.16) Alexander Sukhorukov (1:46.39) | 7:03.92  | CHN China Wang Shun (1:47.41) Hao Yun (1:47.25) Li Yunqi (1:46.92) Sun Yang (1:43.16)                     | 7:04.74  |
| 4x100 m medley detalhes  | FRA França Camille Lacourt (53.23) Giacomo Perez d'Ortona (59.26) Jérémy Stravius (51.33) Fabien Gilot (47.39)  | 3:31.51  | AUS Austrália Ashley Delaney (53.55) Christian Sprenger (58.47) Tommaso D'Orsogna (52.34) James Magnussen (47.28)    | 3:31.64  | JPN Japão Ryosuke Irie (53.48) Kosuke Kitajima (59.29) Takuro Fujii (51.67) Shinri Shioura (47.82)        | 3:32.26  |

Feminino
| Evento                   | Ouro | Ouro     | Prata | Prata    | Bronze | Bronze   |
| 50 m livre detalhes      | NED Ranomi Kromowidjojo                                                                                               | 24.05    | AUS Cate Campbell                                                                                                | 24.14    | GBR Francesca Halsall                                                                                            | 24.30    |
| 100 m livre detalhes     | AUS Cate Campbell | 52.34    | SWE Sarah Sjöström                                                                                               | 52.89    | NED Ranomi Kromowidjojo                                                                                          | 53.42    |
| 200 m livre detalhes     | USA Missy Franklin | 1:54.81  | ITA Federica Pellegrini                                                                                          | 1:55.14  | FRA Camille Muffat                                                                                               | 1:55.72  |
| 400 m livre detalhes     | USA Katie Ledecky | 3:59.82  | ESP Melanie Costa                                                                                                | 4:02.47  | NZL Lauren Boyle                                                                                                 | 4:03.89  |
| 800 m livre detalhes     | USA Katie Ledecky | 8:13.86  | DEN Lotte Friis                                                                                                  | 8:16.32  | NZL Lauren Boyle                                                                                                 | 8:18.58  |
| 1500 m livre detalhes    | USA Katie Ledecky | 15:36.53 | DEN Lotte Friis                                                                                                  | 15:38.88 | NZL Lauren Boyle                                                                                                 | 15:44.71 |
| 50 m costas detalhes     | CHN Zhao Jing | 27.29    | CHN Fu Yuanhui                                                                                                   | 27.39    | JPN Aya Terakawa                                                                                                 | 27.53    |
| 100 m costas detalhes    | USA Missy Franklin | 58.42    | AUS Emily Seebohm                                                                                                | 59.06    | JPN Aya Terakawa                                                                                                 | 59.23    |
| 200 m costas detalhes    | USA Missy Franklin | 2:04.76  | AUS Belinda Hocking                                                                                              | 2:06.66  | CAN Hilary Caldwell                                                                                              | 2:06.80  |
| 50 m peito detalhes      | RUS Yuliya Efimova | 29.52    | LTU Rūta Meilutytė                                                                                               | 29.59    | USA Jessica Hardy                                                                                                | 29.80    |
| 100 m peito detalhes     | LTU Rūta Meilutytė | 1:04.42  | RUS Yuliya Efimova                                                                                               | 1:05.02  | USA Jessica Hardy                                                                                                | 1:05.52  |
| 200 m peito detalhes     | RUS Yuliya Efimova | 2:19.41  | DEN Rikke Møller Pedersen                                                                                        | 2:20.08  | USA Micah Lawrence                                                                                               | 2:22.37  |
| 50 m borboleta detalhes  | DEN Jeanette Ottesen                                                                                                  | 25.24    | CHN Lu Ying | 25.42    | NED Ranomi Kromowidjojo                                                                                          | 25.53    |
| 100 m borboleta detalhes | SWE Sarah Sjöström | 56.53    | AUS Alicia Coutts                                                                                                | 56.97    | USA Dana Vollmer                                                                                                 | 57.24    |
| 200 m borboleta detalhes | CHN Liu Zige | 2:04.59  | ESP Mireia Belmonte                                                                                              | 2:04.78  | HUN Katinka Hosszú                                                                                               | 2:05.59  |
| 200 m medley detalhes    | HUN Katinka Hosszú | 2:07.92  | AUS Alicia Coutts                                                                                                | 2:09.39  | ESP Mireia Belmonte                                                                                              | 2:09.45  |
| 400 m medley detalhes    | HUN Katinka Hosszú | 4:30.41  | ESP Mireia Belmonte                                                                                              | 4:31.21  | USA Elizabeth Beisel                                                                                             | 4:31.69  |
| 4x100 m livre detalhes   | USA Estados Unidos Missy Franklin (53.51) Natalie Coughlin (52.98) Shannon Vreeland (53.22) Megan Romano (52.60)      | 3:32.31  | AUS Austrália Cate Campbell (52.33) Bronte Campbell (53.47) Emma McKeon (53.19) Alicia Coutts (53.44)            | 3:32.43  | NED Países Baixos Elise Bouwens (55.68) Femke Heemskerk (52.86) Inge Dekker (54.58) Ranomi Kromowidjojo (52.65)  | 3:35.77  |
| 4x200 m livre detalhes   | USA Estados Unidos Katie Ledecky (1:56.32) Shannon Vreeland (1:56.97) Karlee Bispo (1:57.58) Missy Franklin (1:54.27) | 7:45.14  | AUS Austrália Bronte Barratt (1:57.04) Kylie Palmer (1:56.29) Brittany Elmslie (1:56.42) Alicia Coutts (1:57.33) | 7:47.08  | FRA França Camille Muffat (1:56.45) Charlotte Bonnet (1:56.81) Mylène Lazare (1:59.15) Coralie Balmy (1:56.02)   | 7:48.43  |
| 4x100 m medley detalhes  | USA Estados Unidos Missy Franklin (58.39) Jessica Hardy (1:05.10) Dana Vollmer (56.31) Megan Romano (53.43)           | 3:53.23  | AUS Austrália Emily Seebohm (59.40) Sally Foster (1:06.84) Alicia Coutts (56.89) Cate Campbell (52.09)           | 3:55.22  | RUS Rússia Dariya Ustinova (1:00.58) Yuliya Yefimova (1:04.82) Svetlana Chimrova (57.64) Veronika Popova (53.43) | 3:56.47  |

## Quadro de medalhas
*   Nação anfitriã
| Ordem | País              | Medalha de ouro | Medalha de prata | Medalha de bronze | Total |
| ----- | ----------------- | --------------- | ---------------- | ----------------- | ----- |
| 1     | Estados Unidos    | 13              | 8                | 8                 | 29    |
| 2     | China             | 5               | 2                | 2                 | 9     |
| 3     | França            | 4               | 1                | 4                 | 9     |
| 4     | Austrália         | 3               | 10               | 0                 | 13    |
| 5     | Hungria           | 3               | 1                | 1                 | 5     |
| 5     | África do Sul     | 3               | 1                | 1                 | 5     |
| 7     | Rússia            | 2               | 3                | 3                 | 8     |
| 8     | Brasil            | 2               | 0                | 3                 | 5     |
| 9     | Dinamarca         | 1               | 3                | 0                 | 4     |
| 10    | Japão             | 1               | 2                | 3                 | 6     |
| 11    | Suécia            | 1               | 1                | 0                 | 2     |
| 12    | Lituânia          | 1               | 1                | 0                 | 2     |
| 13    | Países Baixos     | 1               | 0                | 3                 | 4     |
| 14    | Espanha*          | 0               | 3                | 1                 | 4     |
| 15    | Polónia           | 0               | 2                | 1                 | 3     |
| 16    | Canadá            | 0               | 1                | 2                 | 3     |
| 17    | Itália            | 0               | 1                | 1                 | 2     |
| 18    | Alemanha          | 0               | 1                | 0                 | 1     |
| 19    | Nova Zelândia     | 0               | 0                | 3                 | 3     |
| 20    | Finlândia         | 0               | 0                | 1                 | 1     |
| 20    | Reino Unido       | 0               | 0                | 1                 | 1     |
| 20    | Trinidad e Tobago | 0               | 0                | 1                 | 1     |
| Total | Total             | 40              | 41               | 39                | 120   |

Legenda
| Recorde mundial       | Recorde mundial (World record)               |                       | Recorde africano                      | Recorde africano (African) |                                           | Q | Classificado por posição (Qualified) |
| Recorde do campeonato | Recorde do campeonato (Championship record)  | Recorde da América    | Recorde da América (Americas)         | q                          | Classificado por melhor tempo (Qualified) |   |                                      |
| Melhor marca do ano   | Melhor marca do ano (World leading)          | Recorde asiático      | Recorde asiático (Asian)              | DNS                        | Não largou (Did not start)                |   |                                      |
| Recorde nacional      | Recorde nacional (National record)           | Recorde europeu       | Recorde europeu (European)            | DNF                        | Não terminou (Did not finish)             |   |                                      |
| Recorde pessoal       | Recorde pessoal do atleta (Personal best)    | Recorde da Oceania    | Recorde da Oceania (Oceania)          | DSQ / DQ                   | Desclassificado (Disqualified)            |   |                                      |
| Recorde da temporada  | Recorde da temporada do atleta (Season best) | Recorde sul-americano | Recorde sul-americano (South America) | NM                         | Sem marca (No mark)                       |   |                                      |